# Golf (Florida)
Golf és una població dels Estats Units a l'estat de Florida. Segons el cens del 2000 tenia 230 habitants.

## Demografia
Segons el cens del 2000, Golf tenia 230 habitants, 119 habitatges, i 84 famílies. La densitat de població era de 107 habitants/km².
Dels 119 habitatges en un 9,2% hi vivien nens de menys de 18 anys, en un 68,1% hi vivien parelles casades, en un 1,7% dones solteres, i en un 29,4% no eren unitats familiars. En el 28,6% dels habitatges hi vivien persones soles el 26,1% de les quals corresponia a persones de 65 anys o més que vivien soles. El nombre mitjà de persones vivint en cada habitatge era d'1,93 i el nombre mitjà de persones que vivien en cada família era de 2,31.
Per edats la població es repartia de la següent manera: un 9,1% tenia menys de 18 anys, un 2,6% entre 18 i 24, un 6,1% entre 25 i 44, un 27% de 45 a 60 i un 55,2% 65 anys o més.
L'edat mediana era de 67 anys. Per cada 100 dones de 18 o més anys hi havia 88,3 homes.
Cap de les famílies i l'1,7% de la població estaven per davall del llindar de pobresa.

## Poblacions més properes
El següent diagrama mostra les poblacions més properes.